# الأولمبياد الدولي للعلوم

رسم تخطيطي للفئات العمرية المستهدفة لأولمبياد العلوم الألمانية

أولمبيادات العلوم العالمية، هي مجموعة من المسابقات السنوية التي تجرى على مستوى العالم في مختلف مجالات العلوم. خصصت المسابقات لأفضل فريق يتألف من (4ل6) طلاب مدارس ثانوية من كل بلد مشارك، بأستثناء الأولمبياد العالمي للغات الذي يسمح بفريقين من كل بلد وأولمبياد العالمي للمعلوماتية الذي يسمح بفريقين من البلد المضيف أما أولمبياد (IJSO) فهو مخصص لطلاب المرحلة الأعدادية.
يتم اختيار المشاركين بالأولمبيادات العالمية عن طريق إقامة أولمبياد علوم وطني محلي. كانت الدورات الأولى من الأولمبيادات العلمية مقتصرة على الكتلة الشرقية، لكنها انتشرت لاحقاً لتشمل دولاً أخرى. ثمة 12 أولمبياداً علمياً حتى الآن:
- الأولمبياد الدولي للرياضيات (IMO، منذ عام 1959؛ لم يعقد عام 1980)
- الأولمبياد الدولي للفيزياء (IPhO، منذ 1967؛ لم يعقد عام 1973، 1978، 1980)
- الأولمبياد الدولي للكيمياء (IChO، منذ 1968؛ لم يعقد عام 1971)
- الأولمبياد الدولي للمعلوماتية (IOI، منذ 1989)
- الأولمبياد الدولي للأحياء (IBO، منذ 1990)
- الأولمبياد الدولي للفلسفة (IPO، منذ 1993)
- الأولمبياد الدولي لعلم الفلك (IAO، منذ 1996)
- الأولمبياد الدولي للجغرافيا (IGeO، منذ 1996)
- الأولمبياد الدولي لللغات (IOL، منذ 2003)
- الأولمبياد الدولي للعلوم للصغار (IJSO، منذ 2004)
- الأولمبياد الدولي للفلك والفيزياء الفلكية (IOAA، منذ 2007)
- الأولمبياد الدولي لعلوم الأرض (IESO، منذ 2007)

هذه الأولمبيادات منفصلة، لكل منها هيئة تنظيم خاصة بها. تهدف كل منها تأسيس مهنة علمية وتحدٍ للطلاب الأميز على مستوى العالم ومقارنة النظم التعليمية المختلفة في كل بلد
على الرغم من أن هذه المنافسات موجّهة لطلاب المدارس الثانوية، إلا أن مستوى الامتحانات مرتفع للغاية. في الواقع يضمن الطلاب الذين يحققون مراكز متقدمة في هذه الامتحانات يضمنون الوصول إلى الجامعة حسب اختياراتهم.

## وصلات خارجية
- الموقع الرسمي لأولمبياد الفيزياء: القديم و الحالي
- الموقع الرسمي لأولمبياد الكيمياء العالمي
- الموقع الرسمي لأولمبياد الدولي للمعلوماتية
- الموقع الرسمي لأولمبياد الرياضيات العالمي
- International Science Olympiads